# Дискографія альбомів Каньє Веста
Каньє Вест — американський реп, співак і музичний продюсер, володар 21 премії Греммі. На його рахунку 8 студійних альбомів, 2 концертні альбоми, 3 відеоальбоми і 4 мікстейпи, випущених під лейблом Def Jam Recordings. По всьому світі продано понад 21 млн. альбомів і зроблено 100 млн. цифрових завантажень.
Дебютний альбом Каньє, The College Dropout, вийшов у лютому 2004 року. 4 треки з цього альбому Вест спродюсував сам. Світові продажі диска склали близько 2 млн. копій, у США альбом дебютував на 2-му місці національного альбомного чарту з продажами 441 тис. копій за перший тиждень і пізніше отримав тричі платиновий статус. У 2005 році Вест був номінований на 5 премій Греммі, дебютний альбом отримав Греммі в категорії «Найкращий реп-альбом», а композиція Jesus Walks стала «Найкращою реп-піснею».
Другим альбомом став Late Registration, який в перший же тиждень у США розійшовся тиражем 860 тис., що дозволило йому стати № 1. Цей результат став свого роду рекордом серед артистів лейблу Def Jam. Альбом отримав схвальні відгуки критиків і майже всі авторитетні видання США поставили найвищий бал диску. Як сольний артист, Вест отримав у 2006 році 4 номінації на Греммі, із яких 3 нагороди дістались йому: «Найкраща реп пісня» за «Diamonds from Sierra Leone», «Найкраще сольне реп виконання» за «Gold Digger» і «Найкращий реп-альбом».
У вересні 2007 року виходить Graduation, третій студійний альбом. У США в перший тиждень було продано 957 тис. копій диска і таким чином рекорд попереднього альбому був побитий. Альбом був комерційно менш успішним, ніж два попередніх, що однак не завадило Каньє Весту виграти ще 3 премії Греммі в 2008 році в звичних для себе номінаціях «Найкраща пісня реп», «Найкраще сольне виконання» і «Найкращий реп-альбом».
Трохи більш як рік по тому, 24 листопада 2009, вийшов четвертий студійний альбом 808s & Heartbreak. Він став третім альбомом № 1 у США для Веста і загалом непомітним, за винятком хіт-синглу Love Lockdown. Світові продажі склали близько 1 млн. копій. П'ятий студійний альбом вийшов 22 листопада 2010 року під назвою My Beautiful Dark Twisted Fantasy. Третій сингл альбому,  Runaway був присвячений інциденту, який стався на церемонії MTV VMA 2009 року, під час якої Каньє піднявся на сцену і вихопив мікрофон у переможниці Тейлор Свіфт, заявивши що нагороду слід віддати Бейонсе, оскільки (на його думку) її відео найкраще. На сьогодні світові продажі альбому складають близько 2 млн копій, а журнал Rolling Stone назвав диск найкращим у 2010 році.
У серпні 2011 року вийшов спільний з Jay-Z альбом «Watch The Throne», який повторив успіх свого попередника в американському чарті. Шостий студійний альбом Веста Yeezus вийшов у червні 2013 року і дебютував на першій сходинці в США, де його продажі за перший тиждень склали 327 тис. примірників. Наступний альбом The Life of Pablo вийшов через три роки 14 лютого 2016, винятково за допомогою streaming сервісу Tidal і став черговим альбомом на вершині чарту для Веста. 2018 року Вест випустив свій восьмий студійний альбом ye і свій другий спільний альбом KIDS SEE GHOSTS.

## Студійні альбоми
| Назва                                                                          | Подробиці | Найвищі місця в чартах | Найвищі місця в чартах | Найвищі місця в чартах | Найвищі місця в чартах | Найвищі місця в чартах | Найвищі місця в чартах | Найвищі місця в чартах | Найвищі місця в чартах | Найвищі місця в чартах | Найвищі місця в чартах | Продажі       | Сертифікації |
| Назва                                                                          | Подробиці | США                    | США R&B                | США Rap                | АВС                    | КАН                    | НІМ                    | IRL                    | НОЗ                    | ШВА                    | ВЕЛ                    | Продажі       | Сертифікації |
| ------------------------------------------------------------------------------ | --- | ---------------------- | ---------------------- | ---------------------- | ---------------------- | ---------------------- | ---------------------- | ---------------------- | ---------------------- | ---------------------- | ---------------------- | ------------- | --- |
| The College Dropout                                                            | - Вихід: 10 лютого 2004 - Лейбл: Roc-A-Fella, Def Jam - Формати: CD, LP, касета, цифрове занатаження                       | 2                      | 1                      | 5                      | —                      | —                      | 77                     | 13                     | —                      | 96                     | 12                     | - : 3,358,000 | - RIAA: 3× Платиновий - BPI: 2× Платиновий - MC: Платиновий - RMNZ: Золотий                                                                 |
| Late Registration                                                              | - Вихід: 30 серпня 2005 - Лейбл: Roc-A-Fella, Def Jam - Формати: CD, LP, цифрове занатаження                               | 1                      | 1                      | 1                      | 14                     | 1                      | 14                     | 2                      | 11                     | 9                      | 2                      | - : 3,100,000 | - RIAA: 3× Платиновий - ARIA: Платиновий - BPI: 2× Платиновий - IRMA: 2× Платиновий - MC: 2× Платиновий - RMNZ: Платиновий                  |
| Graduation                                                                     | - Вихід: 11 вересня 2007 - Лейбл: Roc-A-Fella, Def Jam - Формати: CD, LP, цифрове занатаження                              | 1                      | 1                      | 1                      | 2                      | 1                      | 10                     | 2                      | 2                      | 3                      | 1                      | - : 2,700,000 | - RIAA: 2× Платиновий - ARIA: Платиновий - BPI: Платиновий - IFPI SWI: Золотий - IRMA: 2× Платиновий - MC: 2× Платиновий - RMNZ: Платиновий |
| 808s & Heartbreak                                                              | - Вихід: 24 листопада 2008 - Лейбл: Roc-A-Fella, Def Jam - Формати: CD, LP, цифрове занатаження                            | 1                      | 1                      | —                      | 12                     | 4                      | 30                     | 11                     | 15                     | 13                     | 11                     | - : 1,700,000 | - RIAA: Платиновий - ARIA: Золотий - BPI: Платиновий - IRMA: Платиновий - MC: Платиновий                                                    |
| My Beautiful Dark Twisted Fantasy                                              | - Вихід: 22 листопада 2010 - Лейбл: Roc-A-Fella, Def Jam - Формати: CD, LP, цифрове занатаження                            | 1                      | 1                      | 1                      | 6                      | 1                      | 19                     | 18                     | 10                     | 10                     | 16                     | - : 1,300,000 | - RIAA: 2× Платиновий - ARIA: Платиновий - BPI: Золотий                                                                                     |
| Yeezus                                                                         | - Вихід: 18 червня 2013 - Лейбл: Def Jam - Формати: CD, касета, цифрове занатаження                                        | 1                      | 1                      | 1                      | 1                      | 1                      | 15                     | 4                      | 1                      | 6                      | 1                      | - : 750,000   | - RIAA: Платиновий - ARIA: Золотий - BPI: Золотий                                                                                           |
| The Life of Pablo                                                              | - Вихід: 14 лютого 2016 - Лейбл: GOOD, Def Jam - Формати: Streaming audio, цифрове занатаження, CD (bootleg), LP (bootleg) | 1                      | 2                      | 2                      | —                      | 6                      | —                      | 8                      | —                      | —                      | 30                     |               | - RIAA: Платиновий - BPI: Золотий |
| Ye                                                                             | - Вихід: 1 червня 2018 - Лейбл: GOOD, Def Jam - Формат: CD, LP, streaming audio, цифрове занатаження                       | 1                      | 1                      | 1                      | 1                      | 1                      | 25                     | 1                      | 1                      | 7                      | 2                      | - : 117,000   | |
| «—» позначає запис, який не потрапив до чарту або не виходив на тій території. | |                        |                        |                        |                        |                        |                        |                        |                        |                        |                        |               | |

### Спільні альбоми
| Назва                                                   | Подробиці                                                                                               | Найвищі місця в чартах | Найвищі місця в чартах | Найвищі місця в чартах | Найвищі місця в чартах | Найвищі місця в чартах | Найвищі місця в чартах | Найвищі місця в чартах | Найвищі місця в чартах | Найвищі місця в чартах | Найвищі місця в чартах | Продажі            | Сертифікації                                                             |
| Назва                                                   | Подробиці                                                                                               | США                    | США R&B                | США Rap                | АВС                    | КАН                    | НІМ                    | IRL                    | НОЗ                    | ШВА                    | ВЕЛ                    | Продажі            | Сертифікації                                                             |
| ------------------------------------------------------- | --- | ---------------------- | ---------------------- | ---------------------- | ---------------------- | ---------------------- | ---------------------- | ---------------------- | ---------------------- | ---------------------- | ---------------------- | ------------------ | ------------------------------------------------------------------------ |
| Watch the Throne (разом з Jay-Z як The Throne)          | - Вихід: 8 серпня 2011 - Лейбл: Roc-A-Fella, Roc Nation, Def Jam - Формати: CD, LP, цифрове занатаження | 1                      | 1                      | 1                      | 2                      | 1                      | 2                      | 5                      | 4                      | 1                      | 3                      | - World: 2,000,000 | - RIAA: Платиновий - ARIA: Платиновий - BPI: Платиновий - MC: Платиновий |
| Kids See Ghosts (разом з Кідом Каді як Kids See Ghosts) | - Вихід: 8 червня 2018 - Лейбл: GOOD, Def Jam - Формат: CD, LP, цифрове занатаження                     | 2                      | 1                      | 1                      | 4                      | 3                      | 33                     | 2                      | 3                      | 12                     | 7                      | - : 180,000        |                                                                          |

## Концертні альбоми
| Назва                                                                          | Подробиці                                                                                    | Найвищі місця в чартах | Найвищі місця в чартах | Сертифікації   |
| Назва                                                                          | Подробиці                                                                                    | IRL                    | ВЕЛ                    | Сертифікації   |
| ------------------------------------------------------------------------------ | -------------------------------------------------------------------------------------------- | ---------------------- | ---------------------- | -------------- |
| Late Orchestration                                                             | - Вихід: 24 квітня 2006 - Лейбл: Roc-A-Fella, Def Jam - Формати: CD, LP, цифрове занатаження | 46                     | 59                     | - BPI: Срібний |
| VH1 Storytellers: Kanye West                                                   | - Вихід: 5 січня 2010 - Лейбл: Roc-A-Fella, Def Jam - Формати: CD, цифрове занатаження       | —                      | —                      |                |
| «—» позначає запис, який не потрапив до чарту або не виходив на тій території. |                                                                                              |                        |                        |                |

## Відеоальбоми
| Назва                                                                          | Подробиці                                                             | Найвищі місця в чартах | Сертифікації    |
| Назва                                                                          | Подробиці                                                             | США Video              | Сертифікації    |
| ------------------------------------------------------------------------------ | --------------------------------------------------------------------- | ---------------------- | --------------- |
| The College Dropout Video Anthology                                            | - Вихід: 22 березня 2005 - Лейбл: Roc-A-Fella, Def Jam - Формати: DVD | 6                      | - RIAA: Золотий |
| Late Orchestration                                                             | - Вихід: 24 квітня 2006 - Лейбл: Roc-A-Fella, Def Jam - Формати: DVD  | —                      |                 |
| VH1 Storytellers: Kanye West                                                   | - Вихід: 5 січня 2010 - Лейбл: Roc-A-Fella, Def Jam - Формати: DVD    | 2                      |                 |
| «—» позначає запис, який не потрапив до чарту або не виходив на тій території. |                                                                       |                        |                 |

## Мікстейпи
| Назва                                          | Подробиці                                                               |
| ---------------------------------------------- | ----------------------------------------------------------------------- |
| The Prerequisite                               | - Вихід: 2001 - Формати: CD                                             |
| Get Well Soon...                               | - Вихід: 2003 - Формати: CD                                             |
| I'm Good...                                    | - Вихід: 2003 - Формати: CD                                             |
| Welcome to Kanye's Soul Mix Show (with A-Trak) | - Вихід: September 2006 - Лейбл: Tube - Формати: CD                     |
| Can't Tell Me Nothing                          | - Вихід: 27 травня 2007 - Лейбл: RGS - Формати: CD, цифрове занатаження |